# Edgar Ferreira do Amaral
Edgar Ferreira do Amaral (Rio de Janeiro, 21 de março de 1894 – Rio de Janeiro, 27 de junho de 1978) foi um militar brasileiro.
Filho de Antônio Ferreira do Amaral, oficial e médico do exército, e de Lília Branca Ferreira do Amaral. Cursou no Colégio Militar do Rio de Janeiro. Em março de 1911, ingressou na Escola Militar do Realengo, tendo feito cursos de Engenharia e Artilharia.
Prosseguiu na carreira militar, alcançando o posto de major em maio de 1933, quando foi instrutor da Escola de Infantaria do Rio de Janeiro até 1935, ano em que começou a chefiar o Estado-maior da Força Pública de São Paulo, saindo deste cargo em 1937 para ser o oficial-de-gabinete do ministro da Guerra, Eurico Gaspar Dutra.
No período de 24 de agosto de 1955 a 24 de outubro de 1956, comandou a Zona Militar Sul, em Porto Alegre.
Entre 1 de janeiro de 1957 e 18 de maio de 1958, foi o primeiro Chefe do Departamento-Geral do Pessoal do Exército Brasileiro.
Foi chefe do Estado-Maior das Forças Armadas no governo Juscelino Kubitschek, de 13 de junho de 1958 a 5 de janeiro de 1960.